# Hilara almeriensis
Hilara almeriensis är en tvåvingeart som beskrevs av Gabriel Strobl 1906. Hilara almeriensis ingår i släktet Hilara och familjen dansflugor. Inga underarter finns listade i Catalogue of Life.